# Станіслав Вітвіцький
Станіслав Вітвіцький (герб Сас; бл. 1630, Смільник — 4 березня 1698, Варшава) — єпископ РКЦ, польський католицький священнослужитель, єпископ Київський, Луцький і Познанський, канонік Гнезно та Варшави, королівський секретар, нотаріус коронної канцелярії, ігумен коменданта Плоцька, релігійний письменник.

## Життєпис
Народився близько 1630.
Син Самуїла та Анни Ростеських. Навчався в Люблінському та Браневському єзуїтських школах.
Згодом навчався в Римі та Парижі, після чого був висвячений на священника. Після повернення до Польщі служив секретарем короля Яна II Казимира Вази, а з 1665 виконував обов'язки каноніка Гнезно, пастор-прелат олицький.
Ігумен Плоцький (з 1676).
Отримав посаду нотаріуса королівської канцелярії. Активно брав участь у політичному житті, відвідавши Францію, Данію та імператора Леопольда І Габсбурга.
12 червня 1679 висвячений на ординарія Київського.
25 травня 1682 переведений до Луцького єпископства.
У 1685 заснував духовну семінарію в Яневі Підляському.
12 січня 1688 став єпископом Познанським.
Через рік провів синод, виступаючи в якості підбурювача Корони проти Казимира Лищницького після виявлення його атеїзму. Вимагав для нього смертної кари.
Вітвіцький мав величезні заслуги у царині розвитку тринітарного порядку в Польщі.
13 листопада 1697, згідно з канонічним законодавством, визнав образ Богородиці чудодійним.
У 1697 Вітвіцький був курфюрстом Августа II Фрідріха у Познанському воєводстві.
Помер 4 березня 1698 у Варшаві (Варшава належала Познанській єпархії), а його тіло поховане в Соборі Івана Хрестителя.

## Творчість

### Основні твори
- Nauka powołania do stanu duchownego i obowiązków chrześcijańskich, cz. 1-2, Warszawa 1684, drukarnia Pijarów; wyd. następne: Kraków 1751
- Abrys doczesnej szczęśliwości, Warszawa 1685, drukarnia K. F. Schreiber; wyd. następne: Wilno 1748; Wilno 1754; pt. O szczęśliwości doczesnej pisma, Warszawa 1779
- Opis podróży po Francji, Włoszech, Niemczech i Danii, rękopis w posiadaniu biskupa A. Krasińskiego zaginął (wiadomość podał H. Juszyński Dykcjonarz poetów polskich, t. 2, Kraków 1820, s. 336.

### Листи
Od biskupa kujawskiego B. Madalińskiego z roku 1688, rękopisy (kopie) znajdowały się w Bibliotece Krasińskich nr 813.